# Özgür Gürbulak
Özgür Gürbulak, né le 30 avril 1981 à Izmir, est un joueur turc de basket-ball en fauteuil roulant classé en 4 point player (en). 
Il est membre de l'équipe de Turquie de basket-ball en fauteuil roulant, avec laquelle il a participé aux Jeux paralympiques d'été de 2012 et est triple vice-champion d'Europe en 2009, 2013 et 2015. En club, il a remporté 4 fois la Coupe d'Europe des clubs champions.